# Erwin Sánchez
Erwin Sánchez Freking (Santa Cruz de la Sierra, 19 de octubre de 1969) es un exfutbolista y actual entrenador boliviano. Actualmente se encuentra cesante después de dirigir a Oriente Petrolero de la Primera División de Bolivia. Mientras fue futbolista era conocido como "Platini", por su estilo de juego parecido al del jugador francés Michel Platini.
Es uno de los pocos jugadores bolivianos en haber jugado varias temporadas en ligas europeas, pasando gran parte de su carrera en el Boavista de Portugal, donde se coronó campeón de la Primeira Liga como capitán. 
Ha anotado 15 goles en 57 partidos jugados, siendo el cuarto máximo goleador de todos los tiempos de la selección de Bolivia. Es el único jugador boliviano que ha marcado goles en la Liga de Campeones de Europa. A nivel internacional representó a Bolivia en la Copa Mundial de Fútbol de 1994, anotando un gol ante España, convirtiéndose así en el primer y hasta ahora único jugador boliviano en anotar un gol en la historia del torneo.

## Trayectoria
Se formó como futbolista en la Academia Tahuichi Aguilera y después pasó a Destroyers. Luego, fue transferido al Club Bolívar, equipo con el cual jugó la Copa Libertadores. Debido a su actuación en dicho torneo, en 1990 fue adquirido por el Benfica de Portugal, logrando en este club conquistar la Copa de Portugal en 1991. Tras no consolidarse en Benfica, fue traspasado al Estoril, y en 1992 pasó a defender al Boavista FC. Con posterioridad, Benfica lo recuperó y defendió sus colores durante una campaña para después nuevamente regresar al Boavista, equipo con el que se proclamó campeón de la Liga de Portugal en 2001. 
Tras su paso por Europa, regresó a su país de origen donde culminaría su carrera como jugador de fútbol en el club Oriente Petrolero.

## Selección nacional
Fue un jugador clave del equipo nacional durante el periodo más exitoso de la Selección de fútbol de Bolivia, que incluye la primera y única clasificación del equipo boliviano a una Copa Mundial de Fútbol por medio de las eliminatorias. Erwin fue uno de los líderes de su equipo en las Eliminatorias de 1994, anotando 5 goles. Disputó la Copa Mundial de Fútbol de 1994, jugando los 3 partidos de primera fase y marcando un gol frente España en la derrota de la selección boliviana. Casi una década antes, disputó la Copa Mundial de Fútbol Sub-17 de 1985 con su selección, donde anotó el primer gol en la historia de la competición frente al local China. 
Con la selección mayor disputó varias Copas América, incluyendo la de 1997 donde logró el subcampeonato. Fue, junto a Marco Antonio Etcheverry y Julio César Baldivieso, el abanderado de la gran generación de futbolistas bolivianos de los años 1990. 
Es considerado uno de los mejores jugadores de la historia de la Selección de fútbol de Bolivia.

### Participaciones en Torneos internacionales
| Torneo                         | Sede                           | Resultado                      | PJ | Goles |
| ------------------------------ | ------------------------------ | ------------------------------ | -- | ----- |
| Copa América 1989              | Brasil                         | Fase de grupos                 | 3  | 0     |
| Copa América 1991              | Chile                          | Fase de grupos                 | 3  | 1     |
| Copa América 1993              | Ecuador                        | Fase de grupos                 | 1  | 0     |
| Copa América 1997              | Bolivia                        | Subcampeón                     | 6  | 4     |
| Copa América 1999              | Paraguay                       | Fase de grupos                 | 3  | 1     |
| Total en Copas América         | Total en Copas América         | Total en Copas América         | 16 | 6     |
| Copa Mundial de Fútbol de 1994 | Estados Unidos                 | Fase de grupos                 | 3  | 1     |
| Total en Copas del Mundo       | Total en Copas del Mundo       | Total en Copas del Mundo       | 3  | 1     |
| Copa FIFA Confederaciones 1999 | México                         | Fase de grupos                 | 3  | 0     |
| Total en Copa Confederaciones  | Total en Copa Confederaciones  | Total en Copa Confederaciones  | 3  | 0     |
| Total en la selección absoluta | Total en la selección absoluta | Total en la selección absoluta | 22 | 7     |

### Participaciones enEliminatorias al Mundial
| Eliminatoria                                | Sede del Mundial       | Posición               | Resultado              | PJ | Goles |
| ------------------------------------------- | ---------------------- | ---------------------- | ---------------------- | -- | ----- |
| Eliminatorias Mundial de Italia 1990        | Italia                 | 2°lugar 6pts Grupo A   | Eliminado              | 4  | 1     |
| Eliminatorias Mundial de 1994               | Estados Unidos         | 2°lugar 11pts Grupo B  | Clasificado            | 8  | 4     |
| Eliminatorias Mundial de Francia 1998       | Francia                | 8°lugar 17pts          | Eliminado              | 5  | 0     |
| Eliminatorias Mundial de Corea y Japón 2002 | Corea del Sur y Japón  | 7°lugar 18pts          | Eliminado              | 4  | 1     |
| Eliminatorias Mundial de Alemania 2006      | Alemania               | 10°lugar 14pts         | Eliminado              | 4  | 0     |
| Total en Eliminatorias                      | Total en Eliminatorias | Total en Eliminatorias | Total en Eliminatorias | 24 | 6     |

### Como director técnico

#### Participaciones enCopas América
| Torneo            | Sede      | Selección | Resultado      | Partidos Dirigidos | Victorias | Derrotas | Empates |
| ----------------- | --------- | --------- | -------------- | ------------------ | --------- | -------- | ------- |
| Copa América 2007 | Venezuela | Bolivia   | Fase de grupos | 3                  | 0         | 1        | 2       |

#### Participaciones enEliminatorias al Mundial
| Eliminatoria                            | Sede del Mundial | Selección | Posición      | Resultado | Partidos Dirigidos | Victorias | Empates | Derrotas |
| --------------------------------------- | ---------------- | --------- | ------------- | --------- | ------------------ | --------- | ------- | -------- |
| Eliminatorias Mundial de Sudáfrica 2010 | Sudáfrica        | Bolivia   | 9°lugar 15pts | Eliminado | 18                 | 4         | 3       | 11       |

## Clubes

### Como jugador
| Club              | País     | Año       |
| ----------------- | -------- | --------- |
| Destroyers        | Bolivia  | 1987-1988 |
| Bolívar           | Bolivia  | 1988-1990 |
| S. L. Benfica     | Portugal | 1990      |
| Estoril Praia     | Portugal | 1991-1992 |
| Boavista F. C.    | Portugal | 1992-1997 |
| S. L. Benfica     | Portugal | 1997-1998 |
| Boavista F. C.    | Portugal | 1998-2003 |
| Oriente Petrolero | Bolivia  | 2004-2005 |

### Como entrenador[4]
Datos actualizados al último partido dirigido el 14 de abril de 2023.
| Club                | País     | Año       | PJ  | PG  | PE | PP  | Efectividad | Ref   |
| ------------------- | -------- | --------- | --- | --- | -- | --- | ----------- | ----- |
| Boavista            | Portugal | 2003-2004 | 25  | 9   | 10 | 6   | 49.33%      | [ 5 ] |
| Selección Boliviana | Bolivia  | 2006-2009 | 33  | 9   | 7  | 17  | 34.34%      |       |
| Oriente Petrolero   | Bolivia  | 2012      | 39  | 16  | 15 | 8   | 53.85%      |       |
| Blooming            | Bolivia  | 2015      | 17  | 5   | 6  | 6   | 41.17%      |       |
| Boavista            | Portugal | 2015-2016 | 33  | 9   | 8  | 16  | 35.35%      | [ 6 ] |
| Blooming            | Bolivia  | 2018-2019 | 87  | 39  | 11 | 37  | 49.04%      |       |
| Oriente Petrolero   | Bolivia  | 2020-2023 | 102 | 43  | 19 | 41  | 48.37%      |       |
| Total               | Total    | Total     | 336 | 130 | 76 | 131 | 46.23%      |       |

## Palmarés

### Como jugador
Títulos nacionales
| Título                | Club           | País     | Año     |
| --------------------- | -------------- | -------- | ------- |
| Primeira Liga         | S. L. Benfica  | Portugal | 1990/91 |
| Supercopa de Portugal | Boavista F. C. | Portugal | 1992    |
| Copa de Portugal      | Boavista F. C. | Portugal | 1997    |
| Supercopa de Portugal | Boavista F. C. | Portugal | 1997    |
| Primeira Liga         | Boavista F. C. | Portugal | 2000/01 |

## Récords
- Primer jugador boliviano en marcar un gol en una Copa Mundial de Fútbol (1994).[7]
- Único futbolista boliviano en ganar títulos de la Primera División de Portugal.
- Fue el primer boliviano en anotar goles en la Liga de Campeones de la UEFA.